# 菅直人内閣の政策
菅直人内閣の政策（かんなおとないかくのせいさく）では、2010年6月8日に発足した菅直人内閣の政策について扱う。

## 行財政

### 事業仕分け
2010年6月11日の菅直人内閣総理大臣の所信表明演説では、鳩山前内閣は第1弾および第2弾の事業仕分けを実施し行政の透明性を飛躍的に高めたと自画自賛した。そして鳩山前政権に引き続き、限られた人材・予算を有効に活用するために、事業仕分けを続行するとしている。
蓮舫行政刷新相は、菅直人内閣となって初めてとなる第3弾の事業仕分けを2010年10月中旬から実施すると発表した。対象は、全18特別会計の51事業すべてとしている。また、これまで実施した事業仕分けの結果や各省庁が行った「行政事業レビュー」の結果が、2011年度の予算案の概算要求に反映されているか点検する「再仕分け」も併せて実施した。

#### 科学技術
小惑星探査機「はやぶさ」の帰還による人気の盛り上がりにより、蓮舫行政刷新相は「はやぶさ後継機」を含む宇宙開発予算の削減を求めた第1弾の事業仕分けの判定を再検討する考えであると発表した。科学技術開発に詳しい学識経験者からは「成果だけをみて見直しとは…」と、科学技術全般への姿勢を問う声が上がっている。はやぶさ後継機の開発は、文部科学省は平成22年度予算において約17億円概算要求したが、政権交代に伴う歳出の見直しで5000万円に減額された。さらに第1弾の事業仕分けによって、3000万円にまで縮減されていた。

#### 教職員
財務省は「教員給与は一般公務員より優遇されている」「子供が減っており教員数も減るのが自然」と述べたが、教員給与削減には至らなかった。中央教育審議会初等中等教育分科会は少人数学級化による教職員の増員、義務教育費の国庫負担率引き上げ（人件費アップ）を求めており、文部省はこれに着手する方針となっている。2006年度以降、3分の1であった国庫負担率を2分の1に引き上げようとしており、引き上げられた場合国の負担は大きくなる。

#### 仕分けへの指摘
森林整備予算の大幅削減
洪水被害拡大が懸念される。
予備費の削減
災害などが起こったときに使われる予備費が母子加算にまわされた。
鳥獣被害防止総合対策交付金減額
シカやイノシシの侵入による農作物の被害が懸念される。
山岳部の観測点74カ所に設置されたアメダスを廃止
長年の貴重な雨量データが途絶えるだけでなく、豪雨監視に支障を及ぼす恐れもあると指摘されているが、気象庁は「レーダーなどによる観測の精度が向上しているため、防災上の影響は少ない」としている。

「国立大学法人運営費交付金」「私立大学等経常費補助」削減
日本の大学が破綻する可能性が指摘されている。一方仕分け人からは「（国立大学の）独立行政法人化そのものの見直しが必要」との指摘がある。なお、国立大学については2号補正予算を含めた15ヶ月予算としては34億円の増額。私立大学等についても、授業料減免事業等支援経費の増額などにより前年度比で4億円の増額となっている。
除雪費削減
北海道や東北は除雪作業が追いつかず、市民生活に影響が出ている。
国家備蓄石油管理等委託費削減
石油備蓄日数の縮減、原油タンク検査の間隔の緩和、石油備蓄事業に係るコスト削減を行うとした。公的備蓄の減少は、緊急時対応能力にマイナスの影響を与えるとの指摘がある。一方、仕分け人からは「民間備蓄の90日義務化や人口減などによる需要減少」等により縮減は可能とのコメントが出ている。
塩の備蓄削減
緊急事態に備え義務づけられている塩の備蓄を10万トンから4万トン以下に削減するとした。10万トンについて財務省の説明者は「災害等で製塩工場が操業できない場合を想定したもの」としている。これに対して仕分け人は「その根拠がない」「塩は輸入が大半であり、その輸入を維持することのほうが大事だ」と指摘している。
2011年3月17日および27日、東北地方太平洋沖地震による津波の影響で福島県いわき市小名浜の製塩工場が操業停止したことを受けて、財団法人「塩事業センター」は削減後の備蓄4万トンの18%にあたる合計7200トンを追加供給すると発表した。

### 公務員改革
原口総務大臣は公務員給与をカットすることなく新規採用を大幅減することで人件費カットを達成するとしている。国が不況時に採用を大幅減することに批判がある上、人員不足が懸念される。民主党は2010年6月、国の出先機関を将来的に原則廃止するとした地域主権戦略大綱を閣議決定している。
菅内閣は官僚の現役出向を公認した。現役出向とは、国家公務員が所管法人などに出向し、一定期間後に省庁に復帰する仕組み。今まで退官から2年間は天下りが禁止されていたが、石田徹元資源エネルギー庁長官は退官から4カ月後に東電顧問就任している。これまで以上に官民の癒着が指摘されている。
「国家公務員の総人件費2割削減」という第45回衆議院議員総選挙や第22回参議院議員通常選挙における民主党のマニフェストに記載された政策を実現するため、新たに「公務員庁」（仮称）の設置を目指している。

### 財政・税制
財務省は2010年6月末時点の国債と借入金、政府短期証券を合わせた「国の借金」（債務残高）が904兆772億円と、初めて900兆円を突破したと発表した。2011年1月26日、国の借金は2011年度末で997兆7098億円となる1000兆円に迫る見通しと財務省は試算した。

#### 消費税
鳩山由紀夫前首相は2009年12月25日の記者会見で、「（衆議院議員の任期の）4年間は消費税を上げない」とした。
菅首相が2010年6月17日に発表した参院選マニフェストは、前年の衆院選マニフェストを大幅に見直し消費税を含む税制の抜本改革について「早期に結論を得ることを目指し、協議を超党派で開始する」とした。消費税率については「当面の消費税率は自民党が提案する10％を一つの参考にする」として与野党の協議が調えば次期衆院選前にも増税に踏み切る可能性を示した。同21日、菅は10%を参考にするとの発言について「公約と受け止めていただいて結構だ」と述べたが、27日のカナダトロントG8の同行記者団との質疑では超党派による議論の提案が公約だと述べ、事実上修正した。また消費税に関する菅の発言によって民主党への支持が伸び悩んでいるとされ、同党の小沢一郎前幹事長は特に地方において選挙戦への影響があると示唆している。
内閣府は2011年5月、逆進性対策としての食料品への消費税軽減税率適用は「他の手段による対応に比べ、効果が小さいという見方が一般的」だとして、否定的な見方を示した。同年6月30日、政府・与党は2010年代半ばまでに段階的に消費税率を10％まで引き上げることを決定した。

#### 法人税
政府が2010年6月18日に閣議決定した「新成長戦略」において、日本企業の国際競争力強化のため現在約40%の法人税の実効税率を段階的に25%程度まで引き下げる方針を打ち出した。「新成長戦略」発表の後の6月22日に開かれた政府税制調査会では、法人税率の引き下げについては「租税特別措置の見直しなど課税ベースの拡大と併せて実施すべきだ」として、財源の確保が前提との見方を示した。

## 経済

### 雇用
2010年9月14日に行われた民主党代表選挙において、菅首相は「1に雇用、2に雇用、3に雇用」と雇用対策に最重点を置く趣旨の演説を各地で行った。

### 放送に関する法令を約60年ぶりに大幅に統廃合
2010年3月5日に鳩山由紀夫内閣が閣議決定した、放送法、有線ラジオ放送法、有線テレビジョン放送法、電気通信役務利用放送法の4法を統合する「放送法等の一部を改正する法律案」は、放送に関する法令を約60年ぶりに大幅に統廃合する内容だが、第174通常国会で衆議院を通過したものの会期の満了のために参議院で廃案となった。菅改造内閣は、10月に全く同じ内容の法案を改めて第176臨時国会へ提出した。
そして、NHKの経営委員会にNHK会長を加えるとの条項の削除や、同じ資本が新聞やテレビなど複数のメディアを支配する「クロスメディア所有」規制の見直しに言及した付則の削除など、修正案に与野党が同意した上で、11月26日に改正が成立した。この施行に伴い、有線ラジオ放送法、有線テレビジョン放送法、電気通信役務利用放送法の3法は、放送法に吸収統合され、単独の法律としての歴史的な役割を終えることとなった。

## その他の内政問題

### 外国人

#### 参政権
鳩山前首相が外国人参政権法案提出に前向きな姿勢を示す一方、連立与党の国民新党は外国人参政権付与に反対している。菅内閣は2010年11月19日の閣議で「憲法上の国民主権の原理と必ずしも矛盾するものではない」とする答弁書を決定した。以下は閣僚の見解。
菅直人首相
「民主党は前から（外国人参政権）実現に努力してきた。その姿勢に変更はない」

仙谷由人官房長官
「民主党としてはなるべく早く実現させたいという立場だ。菅内閣も基本的にはそういう考え方だ」
北澤俊美防衛大臣
（日本の安全保障に影響について問われて）「私はそういう意味での危険性はないというふうに思っております。」
外国人参政権については民団が強く要求しており、社民、公明、共産が賛同、民主、自民両党では意見がまとまっていない。
2011年6月3日の参議院予算委員会で菅首相は、自民党の西田昌司の質問に対して「地方自治体について、限定的ではありますけれども参政権を付与することは、私個人としてはいいのではないかと思っております」と述べた上で、民主党が外国人のサポーターを認めていることについて「変えることも含めて検討する」と答弁した。

#### 観光
日本を観光する中国人向けのビザ発給基準が大幅緩和した。

### 子ども・教育

#### 子ども手当
時限立法である子ども手当法に基づき、2010年4月から毎月1万3千円、2011年からは毎月2万6千円を支給する予定だったが、2011年4月~9月も1万3千円が支給されることになった。2011年8月4日、一部支給額を変更したうえで2012年3月まで継続し、4月以降は年収960万円の所得制限がついた児童手当に移行することで与野党が合意した。

#### 高校授業料無償化
2010年8月29日、拉致被害者の家族会や支援組織「救う会」が政府が検討している朝鮮学校への高校授業料無償化適用に反対する集会を東京都内で開き、「無償化すれば、拉致問題をはじめ、北朝鮮の主権・人権侵害問題の解決に大きな妨げになる」と訴えた。
文部科学省は2010年11月5日、朝鮮学校に高校授業料無償化制度を適用する際の審査基準12項目を公表。教育内容は問わないこととなった。朝鮮学校の金正日崇拝反日的な教材、朝鮮学校が北朝鮮の実質的出先機関・在日本朝鮮人総連合会の管理下にあることから与野党問わず反対意見がある。
朝鮮学校無償化には強い批判があるため、民主党は党所属国会議員に地元有権者らから質問に備えた「想定問答集」を配布した。産経新聞から「無償化を正当化する『言い訳マニュアル』」と批判された。

### 埋蔵金
鳩山政権時、亀井静香は「15兆円や20兆円はすぐに出る」、原口一博は日本テレビ系の討論番組「太田光の私が総理大臣になったら…秘書田中。」で「80兆円出る」という発言をしていたが、実際にはそのような埋蔵金はなかった。政界を引退した小泉純一郎は歳出膨張について「1年ぐらいは自民党のせいにできるが、そろそろできなくなる」と指摘している。

### 高速道路無料化
2010年6月28日から全路線の2割にあたる区間において、地域経済や環境への影響を把握するための高速道路無料化社会実験を開始。2011年6月19日、東日本大震災の復旧費用を捻出するため、無料化実験と2009年に自公政権が始めた休日上限1000円は終了し、翌20日から東北地方の高速道路において被災者などを対象とした無料化が開始された。
無料化については、マイカー利用者の増加による地域の活性化とフェリー業界などの減収の両面があり、今後の政策に生かすべきだとの指摘がある。

### 企業・団体献金
2010年11月8日、民主党は企業・団体献金の受け入れ再開を決定した。菅首相は「マニフェストでは法改正から3年後に禁止する形になっている。マニフェストに反してはいない」としている。

### 八ツ場ダム
馬淵澄夫国土交通相は2010年11月6日、八ッ場ダムの建設中止方針を白紙撤回した。

### 靖国神社
2010年、菅内閣はどの閣僚も靖国神社に参拝しなかった。サーチナが中国人に対して行ったアンケートによると、参拝しないことを「支持する」と答えた中国人は半数近くに達したが、その理由では「歴史を真剣に考えているから」との回答は2割程度にとどまった。
自民党西田昌司参院議員は「まったく情けない。国家の名においての戦争で、国家の犠牲者の代表たる政府の人間が無視している。あり得ない」と述べた。石原慎太郎都知事は「この国はこのままではダメになる。100歳を過ぎたご老人の行方が知れないってどういうことだ。自分の親の弔いもしていない。本当に英霊も浮かばれない」と述べた。一水会の招きで来日したフランスの極右政党国民戦線（現・国民連合）のジャン＝マリー・ルペン党首も靖国神社を参拝し、「立場に関係なく、国のために戦った人に尊敬を持って参拝するのは当然」と語った。一方、菅首相が公式参拝しないことについては「日本政府の問題なので何とも言えない」と述べた。
菅首相は靖国神社にA級戦犯が合祀されていることが自身や閣僚の公式参拝の問題となっているとして、在任中には参拝しないことを表明。仙谷由人官房長官も、閣僚の公式参拝自粛が政府の方針であると述べた。前原誠司国土交通相も閣僚としては参拝しないことを表明。また分祀された際には在任中でも参拝すると述べた。

### スーパー堤防
2010年10月22日、10年以上かかって全体の8%しかできていないスーパー堤防について、蓮舫行政刷新相は「出口が見えないのは、手段や金の使われ方として疑問だ」と指摘。同29日の仕分けで「200年に一度の災害に備えて400年かけて事業をする意味が分からない」と廃止判定した。
その後、2011年3月11日に発生した東北地方太平洋沖地震をうけて石原慎太郎東京都知事から計画の立て直しを求められたが話し合いは平行線に終わる。6月16日、国土交通省はスーパー堤防事業について規模を縮小して継続する方針を示した。

### 福島第一原子力発電所事故
東日本巨大地震発生直後にアメリカ政府が技術的支援を申し出たが、東京電力から「自力で対応できる」と伝えられたため政府は支援を断ったとされる。これについて「菅首相が受け入れを決断しなかったために遅れた」との批判や、「（断ったのではなく）具体的な支援内容を調整するためにいったん留め置いた」との声が出ている。。
3月11日夜、首相官邸で開かれた与野党党首らの会談で、与野党は、被災地の緊急対応を優先するため、72時間以内は現地視察を控えることも申し合わせたが、首相は12日朝現地を訪れ、1時間近く視察した。現場は首相への対応に追われ、現場の作業を遅らせる一因になったと指摘されているが、電源喪失によりベント開放に手間取ったことが最大の原因とも言われている。
福島原発1号機は3月12日午後の与野党党首会談の最中に爆発したが、首相は野党に伝えなかった。そのため野党から「無責任で怠慢な姿勢だ」と抗議された。
政府の対応について韓国や中国のメディアにより「天災が人災に発展した」「日本の誰もが不信感を強めている」との批判や指摘があり、自民党は初動の遅れについて人災であるとしている。また西岡武夫参議院議長は菅首相に対して「復興構想会議はやめてもらって、具体的にどう復興するかという方針をきちんと示すべき」と述べている。

### 児童ポルノ
児童ポルノのブロッキングを導入する方針を示した。

## 外交・安全保障

### 国際会議
- ムスコカ・サミット
  - 2010年6月25日カナダのムスコカで開かれた第36回主要国首脳会議で、 菅首相は中国のG8参加を各国首脳に提案した。これに対し参加国は「価値観を同じくする国が率直に意見交換を行い、方向性を定める意味で引き続き有用だ」との認識を示した[75][76]。
  - G20の首脳宣言では「2013年までに財政赤字半減」という目標が定められたが、日本はGDP比227％という巨額の公的債務を抱えるため例外とされた[77]。
- G20ソウル・サミット
  - 菅直人首相は2010年11月11・12日ソウルで行われたサミットに出席した。主に経済について話し合われ、各国がアメリカの追加金融緩和によるドル安誘導を批判した[78]他、通貨安競争を回避することで各国同意した。(首脳宣言）。アメリカが追加金融緩和を行う可能性が低下した流れで円高は一服し円相場は円安方向に反転した。

### 北朝鮮による日本人拉致問題

#### 金賢姫来日
2010年7月20日、大韓航空機爆破事件の実行犯だった金賢姫元工作員を韓国から鳩山前首相の別荘に招いたことについて、辺真一や韓国メディアから批判された。欧米・韓国メディアからも「テロリストに破格の待遇である」と批判されている。中央日報は「日本政府から対価として2、3000万払われた」と報じている。他の経費も合わせると総額1億円を使ったとされている。
金賢姫来日には拉致事件解決を期待されている反面、いくつか批判もある。
- テロリストをヘリコプターで日本遊覧させた
- 23年前の人物であるので新たな事実は得られる可能性は薄く、結果的にも新しい情報はなかった
- 小泉純一郎元首相のように直接北朝鮮に行くべきだ
- 韓国政府と日本政府の、ある一部の人の利害関係が一致したパフォーマンス（元拉致被害者家族会 蓮池透副代表）[80]
- 国益の意識と国家観のない現民主党政権の社会党的本質をさらに明らかにした（西村眞悟）[81]。
- 日本は協力的な姿勢をみせた韓国に対し譲歩しなくてはならなくなる

という批判がある。これらの批判に対し、中井洽・拉致問題担当相は
- こんなことが非難されるなら、世界中だれも、情報持った人は日本に来てくれない
- 世論喚起のため
- 『テロリストを入国させるな』というなら韓国を責めればいいじゃないか

と反論した。

### 領域

#### 竹島
日本と韓国との間には竹島の領土問題がある。竹島は韓国に不法占拠されているが、岡田克也外相は「不法占拠」との文言を使用しない姿勢を示している。
2010年7月28日、政府関係者によると、韓国への配慮を唱える仙谷官房長官が「菅直人首相の意向」を持ち出し、7月末に予定されていた2010年度版防衛白書の閣議了承を9月に先送りした、と報じられた。国民新党の森田高政調会長は、「どこの国に忠誠を誓っているのか、どこの国の国益を重視するのか－と思う国民が出てくる」と指摘している。

#### 北方領土
日本とロシアの間に北方領土問題がある。ロシアでは1998年に提出された対日戦勝記念日制定法案が、日本政府に配慮した当時のエリツィン大統領の拒否権により成立を阻止されたが、2010年7月25日にメドベージェフ大統領は、日本が第2次世界大戦の降伏文書に署名した9月2日を記念日に制定する法案に署名した。北方領土返還を求める日本を牽制するものとされる。メドベージェフ大統領は2010年11月1日、旧ソ連・ロシアの国家指導者として初めて北方領土の国後島を訪問した。11月2日、前原誠司外相は9月にロシア側へ訪問への懸念を伝えていたことを明らかにし、河野雅治駐ロシア大使を一時帰国させると発表。翌3日、日本政府は河野大使を一時帰国させた。訪問への抗議とみられている。一方、元島民らは日本政府の外交姿勢を厳しく批判した。
ロシア紙コメルサントは2010年11月15日、ロシアは1956年の日ソ共同宣言に基づき平和条約締結後に歯舞、色丹の2島引き渡しに応じるつもりだったが、これを撤回したことが明らかになったと報じた。
北方領土の日の2011年2月7日、菅は「北方四島の帰属の問題を最終的に解決して平和条約を締結するという基本方針に従い、引き続き、強い意思を持ってロシアとの交渉を粘り強く進めていく考えであります」と述べるとともに、大統領の国後島訪問を「許し難い暴挙」と批判した。

#### 尖閣諸島中国漁船衝突事件
2010年9月7日午前、尖閣諸島中国漁船衝突事件が発生し中国漁船の船長を逮捕。中国は尖閣諸島を自国の領土としてレアアース禁輸や日中間の交流停止などを行い、同時期に遺棄化学兵器処理事業に携わる在中フジタ社員4名を中国の軍事管理区域を写真撮影したとして拘束した。拘束された本人らによると、軍事管理区域であると知らなかったという。
9月25日に船長が処分保留で釈放され、同30日にはフジタ社員4人のうち3人が釈放されたが残りの1人は中国の大型連休を挟んで長期間拘束された。しかし、菅首相が10月4日にブリュッセルで中国の温家宝首相と会談した際、この1人の解放を要求しなかったことが10月6日の各党代表質問に対する答弁で明らかになった。この社員は10月9日に拘束が解かれ、10月10日に帰国した。
また衝突事件のビデオを非公開にしたことについて、日中関係への配慮や日本人の反中感情を刺激させないことが理由であったとの見方が存在し、ネット上では「国民の知る権利を奪うな」と批判された。2010年11月1日、衆議院予算委員会の理事30名限定で約7分に編集したビデオが公開された。しかし、11月4日、これよりも長い44分のビデオが流出しYoutubeに投稿された。11月8日、衆院予算委員会で質疑に立つ野党側議員ら約25人に前回と同じ約7分のビデオを公開した。前回と同様、報道陣を閉めだして行われた。
日本では東京、名古屋、沖縄など各地で抗議デモがおこなわれ、日本政府の対応批判や中国への抗議をした。また、首相官邸や中国大使館に銃弾が送られるなどといった事件も起きている。

### 普天間基地移設問題
民主党参院議員喜納昌吉の著書「沖縄の自己決定権 地球の涙に虹がかかるまで 」(ISBN 9784624301149)によると、2009年の政権交代直後、菅は「基地問題はどうにもならない」「もう沖縄は独立した方がいい」と述べたとされる。多くの中国メディアは菅首相の発言を報じ、中国人に賞賛されている。
この発言が報道された6月以降、中国では「沖縄独立論」と唱える中国人学者があらわれた。菅直人首相は中国人に「沖縄独立論」を勢いづかせた。尖閣諸島漁船衝突事件後の2010年10月、中国では「解放沖縄」の文字が躍るゲートフラッグを掲げ反日デモが起きた。

### 自衛隊
- 自衛隊の防衛医官らを手当が付かない防衛省設置法上の「教育訓練」の名目でのアフガニスタンに派遣する方針に対し、2010年11月19日の自民党外交・国防合同部会では「危険な場所に派遣される隊員の気持ちを考えていない」との批判が相次いだ[106]。

### 戦後補償
仙谷由人官房長官は日韓戦後処理は不十分であるとし、改めて決着必要であると述べている。
菅首相は2010年8月10日、日韓併合100年に合わせて「反省とおわび」を表明した（いわゆる「菅談話」）。これについて民主党の松原仁衆院議員など保守系議員から批判が相次いだ一方で、毎日新聞は共感できる認識と評し、同紙と朝日新聞は談話を両国関係構築の出発点とするよう求めた。
菅直人首相は10月18日の参院決算委員会で首相談話は韓国だけでなく北朝鮮にも適用されるとの認識を示した。

### 武器輸出三原則
武器輸出三原則については、社民党に配慮して見直す方針の明記は見送った。

### イランの核開発問題
マフムード・アフマディーネジャード大統領は、2010年6月13日国営放送を通じて、核開発を進めるイランへの制裁決議に賛成した日本に対して「一度も独立した行動をとったことがない」と批判した。

### その他の日中関係

#### 中国海軍による領海侵犯
2010年4月10日、中国海軍艦艇が沖縄近海、さらに沖ノ鳥島近海を航行した。6月15日、中国経済界に人脈を持つ丹羽宇一郎・伊藤忠商事相談役を日本国中国大使に起用。産経新聞はビジネス重視でこうした問題には触れないつもりなのかと批判している

#### 旧日本軍の遺棄化学兵器の処理事業
2010年9月、ソビエト連邦や蔣介石がポツダム宣言に従って旧日本軍から受領した兵器のうち、中国国内に遺棄された化学兵器を「化学兵器は日本の軍国主義が犯した重大な罪の一つ。一刻も早く処理することで人びとの生命や安全への脅威を取り除き、中日関係の安定的発展に貢献する」という中国政府の要望に従って、日本政府の責任で爆破処理する作業を開始した。

### 朝鮮半島砲撃戦への対応
2010年11月23日に起きた朝鮮半島における北朝鮮と韓国の砲撃戦について菅首相は午後5時すぎ、「国民に備えが万全だと言える態勢を作りたい」と述べ、午後9時48分に仙谷由人官房長官が非難声明を発表した。翌24日「一般市民が生活している地域への砲撃であり、許し難い蛮行だ。韓国の立場を強く支持する」と北朝鮮を非難した。この対応について田中秀征は、菅首相は名誉挽回の機会を逃したと評している。
また菅首相の「北朝鮮が韓国の島に砲撃を加え、韓国軍も応戦したという報道があり、私にも3時半ごろに秘書官を通して連絡がありました」発言、岡崎トミ子国家公安委員長が砲撃当日の23日には一度も警察庁に登庁しなかったこと、仙谷官房長官や北澤防衛大臣などとの関係閣僚会議が事件から数時間が経過した夜に行われた件について、野党側から「対応が遅い」と批判を浴びた。11月25日の参議院予算委員会では、野党から「安全保障会議設置法が定める重大緊急事態に当たるから速やかに安全保障会議を開催すべきだ」と批判された。。。

## 国会・選挙

### 衆議院の解散総選挙を行わず
野党時代の民主党は、自民党政権が総理を1年ごとに交代させた際に衆議院の解散総選挙を求めたが、今回の菅直人内閣の誕生にあたり、直後に参議院の通常選挙があったものの、衆議院の解散総選挙を行わなかった。

### 第22回参議院議員通常選挙
日本ビジネスプレスは、菅政権の高支持率を維持するため、重要問題を議論することを避け第22回参議院議員通常選挙に突入しようとしていると批判している。国民新党は国会の会期延長を求めたが、民主党はこれに応じなかった。
民主党の輿石東は「選挙のためではなく、参院総務委員会は与党が開催に必要な委員の半数を確保できない可能性があり、会期を2週間延長しても郵政改革法案などは参院で成立できないことが予想されたからだ。法案を通すことができなければ延長の意味はない。多くの法案は残るが、それは次の臨時国会で成立できると判断した」と反論している。

### 民主党代表選挙
民主党員資格には国籍条項がないので外国人であっても民主党代表選挙に投票することができる。読売新聞は「外国人に首相を選ぶ権利がある」として問題視している。菅直人首相は「代表選が終わった中で、必要なら議論していけばいい」、小沢一郎前幹事長は「党の機関で決めること。問題があれば、議論すればいい」、仙谷官房長官は「報道で初めて知った」と述べた。事実上、外国人が首相を選ぶことになるため、首相選出後に違憲訴訟が起きる可能性がある。

### 党首討論
菅は2010年6月の首相就任以来党首討論を開かず、民主党は全閣僚出席が原則の12月1日の党首討論開催に応じるとしたが、自民、公明、みんなの野党3党は「問責決議の重みを考慮して出席は遠慮すべきだ」と主張し折り合いが合わず第176回国会での開催は見送りとなった。2011年2月9日・23日、首相就任から8ヶ月を経て初めて党首討論が開かれた
。菅直人首相は鳩山由紀夫前首相に次ぎ「首相就任から初開催までに要した期間」が最長となった。

### 質問主意書
2010年12月、民主党は質問主意書について「公文書として残す意義がある例外的な場合に限る」として制限する方針を決めた。今後の提出には党政策調査会の了承が必要となる。

## 閣僚

### 人事
菅直人内閣は鳩山政権から再任された閣僚が多い。国務大臣、内閣官房副長官・内閣法制局長官、内閣総理大臣補佐官、副大臣、大臣政務官のいずれも半数以上を占めている。
岡崎トミ子が改造内閣の国家公安委員会委員長になったが、平成15年2月に韓国のソウルで行われた日本大使館への抗議デモに参加し、当時も「反日デモに国費で参加した」と批判されたため、野党から「日本の治安のトップにいることは不適切だ」と批判された。岡崎は、2010年10月14日の参院予算委員会で「戦争の被害者に向きあうことが大切」、2010年10月22日の衆院法務委員会で「私の活動が『反日』だといわれたことが誤解だ」、「国益にかなうものだった」と反論している。
- 2010年6月 - 菅直人内閣発足
- 2010年6月11日 - 国民新党代表亀井静香郵政改革金融相は、第174回国会での郵政改革法案の成立が見送りになった責任をとり辞任。後任は同党の自見庄三郎幹事長となった。
- 2010年9月17日 - 菅直人首相は内閣改造を行った。この改造では、不祥事を起こしたり代表選挙で小沢一郎を支持していたりした閣僚などが退任となった。
- 2010年11月22日 - 国会軽視とも取れる発言が引き金となり柳田稔法相が辞任。千葉景子から法相を引き継いで約2ヶ月での辞任となった。法相は仙谷由人官房長官が兼任する。

## マスメディア
菅首相がぶら下がり取材に応じないことについて、マスコミに不満があっても対応はすべきと批判されている。
第22回参議院議員通常選挙では、多くのメディアが民主党は参院で50議席も危ういと報道する中で、日刊ゲンダイのように民主が60議席取ると予想していたメディアもある。
上智大学の渡部昇一名誉教授は、「鳩山政権の普天間、菅政権の尖閣を見ても分かるように民主党は“お粗末”外交であり、その民主党政権を生み出し、増長させている元凶はマスコミにある。」と述べた。